# الخناقون
الخناقون هي رواية مصرية للشباب في سلسلة فانتازيا بدأ إصدارها في 1995 للدكتور أحمد خالد توفيق وهي الرواية التاسعة من السلسلة أبطالها عبير عبد الرحمن والمرشد.

## الأحداث
أبطال القصة
- شريف إبراهيم: زوج (عبير) السابق ومخترع جهاز (دي-جي-2).
- صفوت: صديق (شريف) ورئيس (عبير) سابقاً حينما كانت تعمل في مكتب الكمبييوتر.
- المرشد: مرشد (عبير) عبر فانتازيــا والذي يشبه وجهه وجه مدرس اللغة العربية لـ (عبير).

بينما عبير والمرشد في القطار تتامل الخيارات المتاحة ثم تختار النزول في الهند وتكون معلمة إنجليزية تدعى (ملدريد هولرويد) ويجب أن تعامل الأطفال الإنجليز أفضل من الهنود وفي إحدى الأيام في السوق رأت ساحر هندى يدعى قسمت يشبه زوجها (شريف) وفي ليلة حارة خرجت للنزهة مع زميلتها والخادمة سمعوا أصوات عالية لجماعة سرية تدعى الخناقون ودفعهم الفضول لرؤية تقاليدهم الغريبة لكنهم انتبهوا لهن وبدأت المطاردة ولكن عبير انزلقت وكادت تقع في وادى لولا أنقذها قسمت وساعدها للهرب وبعدها تمكن الخناقون من خنق الخادمة وصديقتها وتهرب مع قسمت حتى يحاصرهم الخناقون فيواجههم قسمت لتهرب عبير ثم يحاصر قسمت وعبير الخناقون داخل معبدهم ويشعلون فيهم النار وتنتهى القصة باصطحاب المرشد لعبير.